# Rak tarczowaty topoli

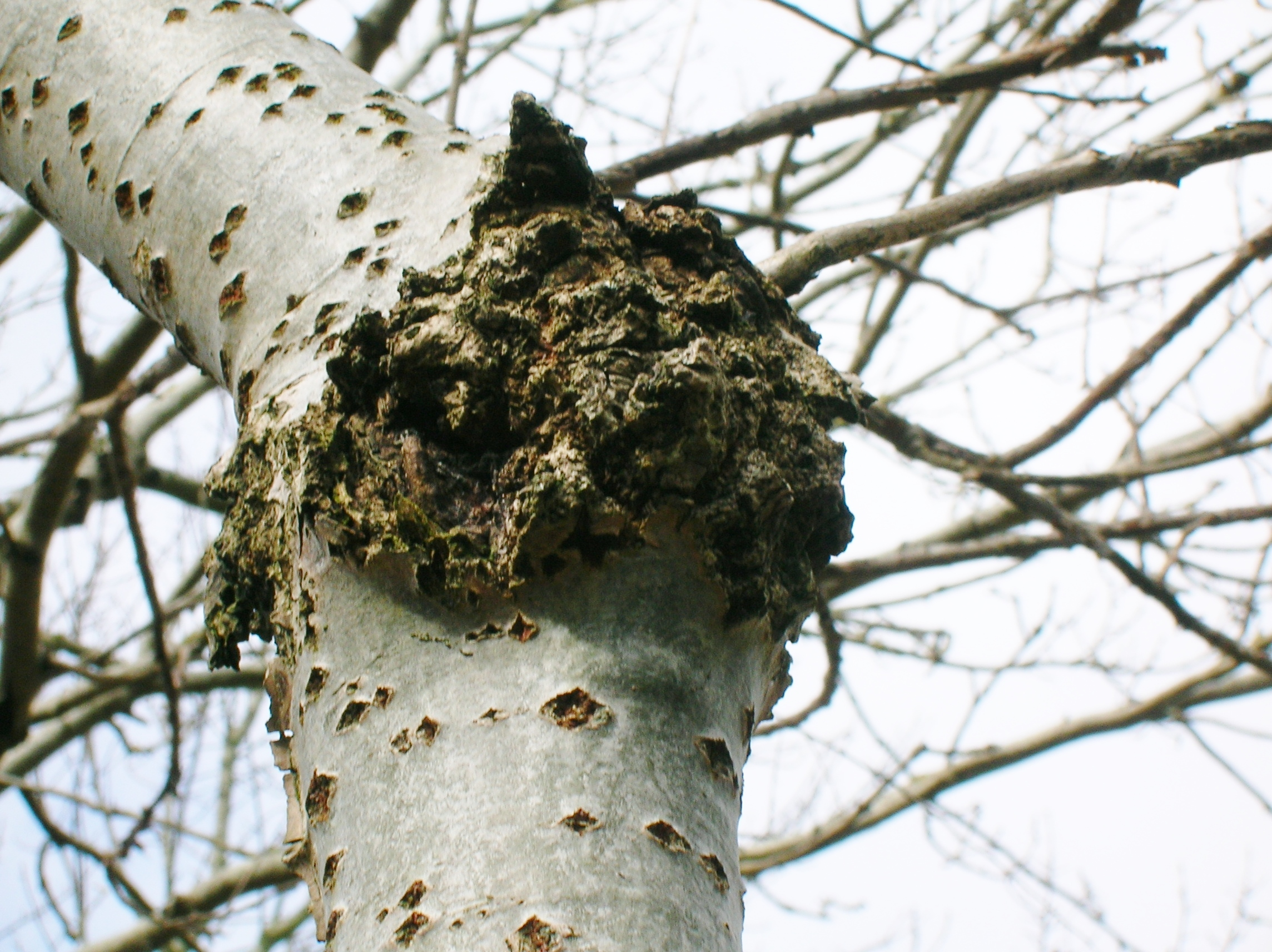
Rak zamknięty

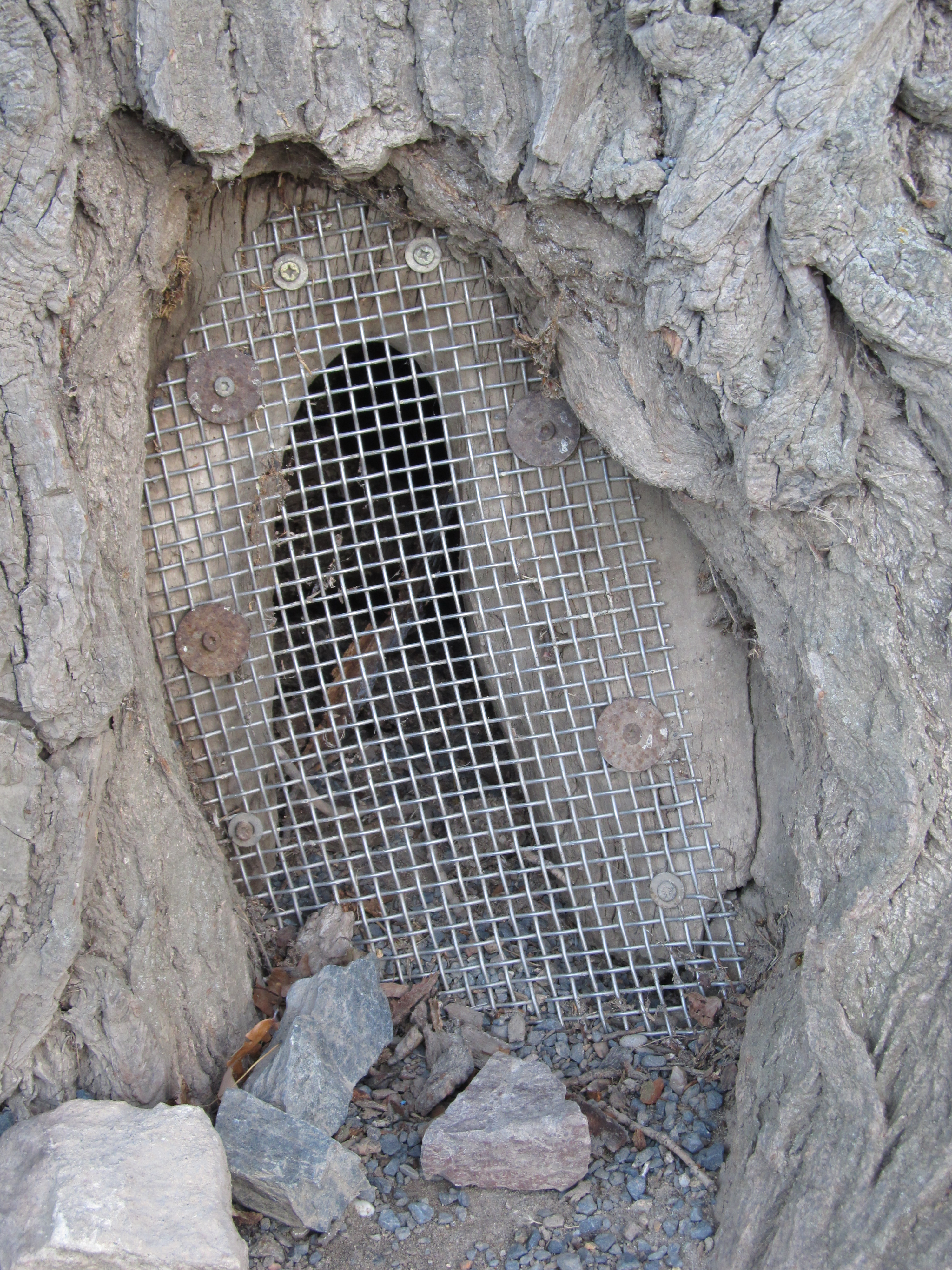
Zabezpieczony siatką rak otwarty

Rak tarczowaty topoli – choroba topoli (Populus) wywołana przez Ceratocystis fimbriata.

## Objawy
Jest to grzybowa choroba z grupy raków roślin. O jej występowaniu na topoli osikowej (Populus tremuloides) w Ameryce Północnej donoszono w latach 70. XX wieku. Choroba występuje również na innych gatunkach topoli i znana jest również w Polsce.
Choroba atakuje liście i ogonki liściowe, ale przede wszystkim powoduje zrakowacenia pni. Początkowo są to niewielkie raki zamknięte, później jednak pękają one i powstają raki otwarte, pozbawione kory. Cały czas się rozrastają, wreszcie tworzą rozległe, głęboko w drewno wnikające otwarte rany, w których widoczne są koncentryczne strefy martwego kalusa. Objawy i przebieg choroby jest podobny jak raka gruzełkowego drzew liściastych.
Najbardziej podatne na raka tarczowatego topoli są topole czarne z sekcji Aigeiros, najbardziej odporne są topole z sekcji Tacamahaca oraz mieszańce Tacamahaca × Aigeiros.

## Epidemiologia
Ceratocystis fimbriata infekuje rany poliściowe powstałe po jesiennym opadnięciu liści. Jego grzybnia przenika z nich do pędów, a następnie do pni. Grzyb może do pni wniknąć także bezpośrednio przez świeże rany w pniu. W korze porażonych miejsc tworzy częściowo zanurzone lub wystające nad korę perytecja o barwie od brunatnej do czarnej i średnicy do 0,3 mm. Powstają w nich konidia rozprzestrzeniające chorobę.

## Ochrona
Zasady ochrony przed rakiem tarczowatym topoli są podobne, jak przed rakiem gruzełkowym drzew liściastych. Polegają na unikaniu zranień pni, usuwaniu drzew silnie porażonych, smarowaniu świeżych ran maścią z fungicydami. W parkach można też zamiast usuwania całych drzew usuwać tylko porażone konary. Dbanie o dobre warunki rozwoju drzew przyczynia się do wzmocnienia ich odporności.